# Opel 10/18 PS
La 10/18 PS era un'autovettura di fascia alta prodotta dalla Casa automobilistica tedesca Opel dal 1907 al 1910.

## Profilo e storia
La 10/18 PS fu il modello che raccolse l'eredità della 12/14 PS, ma anche del modello 14PS commercializzato fino al 1906 e che era una variante della 12/14 PS stessa.

La 10/18 PS concentrò il meglio dei due precedenti modelli in una sola vettura, realizzata su un telaio a longheroni e traverse in acciaio, dove trovavano posto le sospensioni, di tipo tradizionale, ad assale rigido e balestre semiellittiche, e l'impianto frenante, che agiva sul cambio.

La trasmissione utilizzava un albero cardanico e una frizione a cono.

La vera particolarità stava nel motore, i cui 4 cilindri erano disposti a due a due, una coppia dietro l'altra, secondo uno schema introdotto già nel 1903 con la lussuosa Opel 20/22 PS.

Tale motore, della cilindrata di 2545 cm³, disponeva di distribuzione ad albero a camme ed erogava una potenza massima di 18 CV a 1600 giri/min.

Disponibile in varie carrozzerie, tra cui la double-phaeton, la limousine e la landaulet, la 10/18 PS fu prodotta fino all'inizio del 1910. Fu sostituita dalla 10/20 PS, sostanzialmente identica, ma con motore da 2614 cm³ in grado di erogare 20 CV a 1600 giri/min. Si differenziava anche per il passo maggiorato a 2.975 mm.

Alla fine del 1910, anche la 10/20 PS fu tolta di produzione.

Fu sostituita dalla 10/24 PS.